# Сингл

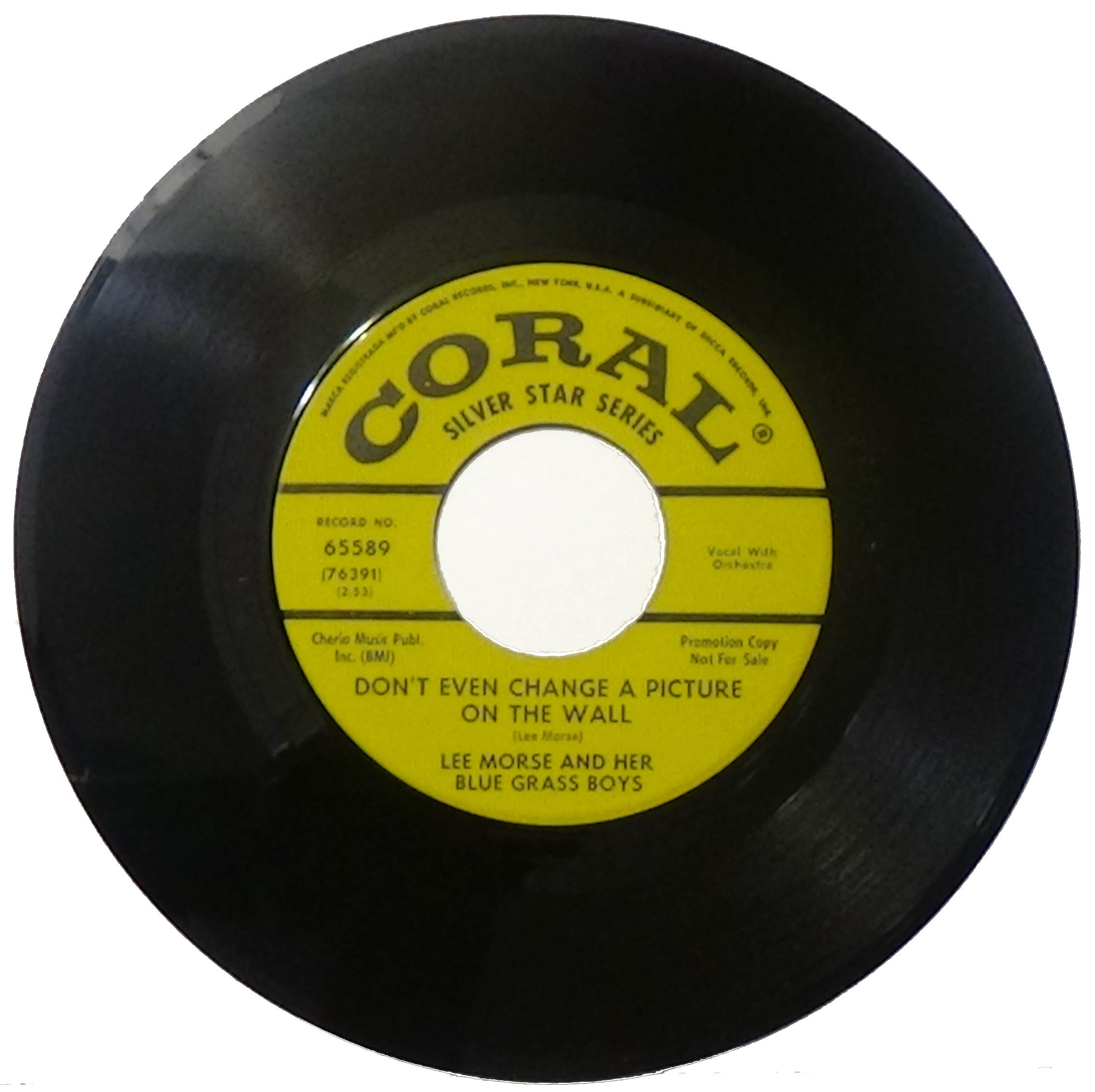

Сингл (англ. single від single play record) — спочатку — грамплатівка, кожна сторона якої містила тільки одну музичну композицію. Термін «сингл» з'явився в 1950-х рр., щоб позначити розбіжності між довгограючими і одно-, двопісенними платівками. В наш час сингли також виходять на компакт-дисках та DVD. Загальна тривалість звучання синглу може становити до 15 хвилин. Сингл може містити необмежену кількість реміксів.

## Формати синглів

### Вінілові
Найпопулярнішим і традиційним форматом синглу є грамплатівка розміром 18 сантиметрів зі швидкістю обертання 45 обертів за хвилину (тому її називають «сорокап'ятка»). Цей формат з'явився у США в 1949 році. Спочатку він продовжував концепцію уже наявних на той час вінілових платівок зі швидкістю 78 обертів за хвилину. Однак з розвитком формату довгограючих платівок, сингли стали позиціюватися як попередники випуску повних альбомів, для розігрівання інтересу слухачів до майбутнього альбому (особливо в популярній музиці). З 1957 року більшість американських лейблів стали випускати сингли винятково у форматі 45 обертів за хвилину. З початку 90-х років сингли втратили своє значення і тепер випускаються для ді-джеїв («Диск-жокей») колекціонерів, шанувальників того чи іншого виконавця.
На першій стороні синглу в форматі грамплатівки міститься головна пісня, — колись, в основному, призначена для програвання на радіостанціях і в музичних автоматах (дані по програваннях складають один із критеріїв хіт-парадів), при цьому зворотний бік синглу практично не програвався. Часто явної вказівки, яка сторона перша, а яка — друга, немає. Через це назва сингла не завжди визначається заголовком пісні на першій стороні (на додаток, багато синглів мають спеціальну назву, що не збігається з назвою жодної пісні на платівці). Зворотні сторони синглів традиційно присвячувалися або інструментальним версіям головної пісні, або композиціям, не розрахованим на комерційний успіх. З початку 90-х рр. вінілові сингли втратили своє значення (з 1998 року їх продаж, наприклад, більше не враховується в хіт-параді журналу «Білборд» і тепер у цьому форматі випускаються лише обмеженим тиражем). Найпродаванішим синглом у цьому форматі в історії звукозапису є «White Christmas» Бінга Кросбі 1947 року (понад 10 млн екземплярів).
В другій половині 1970-х рр. з'явився новий формат синглів  розміром 30 см (12 дюймів), котрий зберіг швидкість 45 обертів за хвилину. Розвинувшись завдяки музиці диско, цей формат дозволив не тільки збільшити час звучання композиції, відповідаючи, таким чином, потребі в танцювальних міксах, але і значно поліпшити якість звуку (недолік колишніх, звичайних синглів, полягав у слабкому відтворенні низьких частот і зростанні рівня перекручування і перешкод при підвищенні гучності відтворення звуку). Такі сингли стали називатися дванадцятидюймовими чи максісинглами, щоб відрізнити їх від традиційних синглів (ті, своєю чергою, стали семидюймовими). Максісингли одержали поширення в жанрах танцювальної електронної музики (диско, техно, хаус і т. д.). Як правило, друга сторона таких синглів являла собою ремікс на головну композицію. Іноді на максісинглі містилося по дві композиції на стороні. У 80-ті рр. для безлічі виконавців танцювальної музики формат максісинглів став основним, тому на звичайних синглах виходили лиш урізані версії пісень з максісинглів, оскільки радіостанції не могли собі дозволити програвати повністю довгі версії. Донедавна максісингли випускаються головним чином для ді-джеїв дискотек.
Найпродаванішим синглом у цьому форматі в історії звукозапису є «Blue Monday» групи New Order 1983 року (3 млн екземплярів).

### Компакт-диски
У другій половині 1980-х рр. стали випускатися сингли на компакт-дисках. Як правило, композиції на таких дисках повторювали або доповнювали вінілові максісингли. Час звучання таких синглів може сягати 60 хвилин. Такий формат також дозволяє відтворювати відеокліпи (перші сингли з відеокліпами з'явилися в 1988 році).
На початку 2000-х рр. у Великій Британії було введено регламентацію формату синглів на компакт-дисках: щоб вважатися синглом (для обліку в хіт-парадах) компакт-диск повинен мати максимум дві-три композиції загальною тривалістю звучання не більше 20 хвилин. Це змушує лейбли випускати сингли з безліччю реміксів вроздріб. Сингли більших обсягів, як і у випадку з вініловими грамплатівками, заведено називати максісинглами (CD Maxi-Single).
Тоді ж з'явилися сингли на компакт-дисках розміром 8,9 см (3,5 дюйма). Вони містили, як правило, лише одну пісню; через ціну та технічні особливості. Велика кількість програвачів не могла «читати» такі сингли. Через це такий формат не став популярним.

### Інші формати
Сингли також короткий час (у 1980-ті рр.) виходили дуже обмеженим тиражем на компакт-касетах і лазерних дисках. Нині існують DVD-сингли, головною відмінністю яких є наявність відеокліпу і поліпшена якість звучання.

## Сучасний стан
З початку 1990-х рр. сингли втратили своє значення і тепер випускаються або для ді-джеїв, або колекціонерів, шанувальників того чи іншого виконавця. У певний період сингли становили інтерес з погляду наявності на них унікальних композицій і версій, що більше ніде не зустрічаються. Зі зростанням практики випуску всіляких антологій, збірок і доповнених видань альбомів на компакт-дисках, цінність вінілових синглів різко знизилася.